# Wirtschaftlichkeit
Wirtschaftlichkeit (englisch relativ selten: „economicalness“, noch seltener: „economicity“, französisch „économicité“, italienisch „economicità“, portugiesisch „economicidade“) ist ein Wirtschaftssystem- und unternehmenszielindifferenter Ausdruck dafür, inwieweit eine Tätigkeit dem Wirtschaftlichkeitsprinzip genügt.

## Abgrenzungen
Im Unterschied zur Produktivität ist die Wirtschaftlichkeit wertmäßig erfassbar (bewertete Beziehung zwischen Mitteleinsatz und Handlungsergebnis).
Im Unterschied zur Rentabilität erfolgt für die Wirtschaftlichkeit keine zwangsläufige Bezugnahme auf das eingesetzte Kapital.

## Allgemeines
Die Wirtschaftssubjekte (Privathaushalte, Unternehmen und der Staat mit seinen Untergliederungen wie öffentliche Verwaltung, Staatsunternehmen, Kommunalunternehmen) sind gehalten, mit knappen Ressourcen rational umzugehen (Rationalprinzip). Wirtschaftlichkeit ist deshalb nicht nur das Auswahlprinzip der Betriebswirtschaftslehre, sondern auch der Öffentlichen Betriebswirtschaftslehre. Um Wirtschaftlichkeit zu erfüllen, kann entweder mit einem möglichst geringen Aufwand ein gegebener Ertrag (Minimalprinzip) oder mit einem gegebenen Aufwand ein möglichst großer Ertrag (Maximalprinzip) erreicht werden. In beiden Fällen stehen sich Aufwand und Ertrag gegenüber, wobei Wirtschaftlichkeit vorliegt, wenn der Ertrag {\displaystyle E} größer als der hierfür eingesetzte Aufwand {\displaystyle A} ist:
{\displaystyle E>A}.
Entsprechend handelt es sich um Unwirtschaftlichkeit, wenn der Aufwand den erzielten Ertrag übersteigt:
{\displaystyle E<A}.
Auch bei der Kosten-Nutzen-Analyse und der Kosten-Wirksamkeits-Analyse stehen Wirtschaftlichkeitsfragen im Vordergrund.
Damit ist das Wirtschaftlichkeitsprinzip eine spezifische Ausprägung des Rationalprinzips. Die Einhaltung der Wirtschaftlichkeit als Verhaltensmaxime ermöglicht auch die Erfüllung des Ziels der Gewinnmaximierung oder der Nutzenmaximierung. Zwischen diesen Zielen besteht somit Zielharmonie. Die öffentlichen Haushalte sind sogar gesetzlich nach § 7 Abs. 1 BHO gezwungen, das Wirtschaftlichkeits- und Sparsamkeitsprinzip bei Aufstellung und Ausführung des Haushaltsplans zu beachten.

## Arten
Die Wirtschaftlichkeit besitzt im Wesentlichen zwei Ausprägungsformen:
- Absolute Wirtschaftlichkeit: Sie ist die für eine bestimmte Handlung ermittelte Beziehung zwischen dem Handlungsergebnis und dem dafür erforderlichen Mitteleinsatz. Der Wert des Handlungsergebnisses und des Mitteleinsatzes wird durch die jeweils relevanten Ziele festgelegt; in einem erwerbswirtschaftlichen Unternehmen wird er durch Erträge und Aufwand oder Erlöse und Kosten gemessen. Ein Investitionsprojekt ist z. B. dann absolut wirtschaftlich, wenn sein Kapitalwert größer als Null ist.[1]
- Relative Wirtschaftlichkeit: Sie ist die Beziehung zur absoluten Wirtschaftlichkeit einer anderen Handlung. Ein Investitionsprojekt A ist z. B. dann relativ wirtschaftlich gegenüber einem Projekt B, wenn sein Kapitalwert größer ist, unabhängig davon, ob er Null übersteigt oder nicht.[1]

Darüber hinaus kann Wirtschaftlichkeit durch eine betriebswirtschaftliche Kennzahl repräsentiert sein, deren Maß „Effizienz“ im weitesten Sinne ist. Sie wird ausgedrückt durch einen Quotienten, der aus einem Bruchterm hervorgeht, in dessen Zähler unterschiedliche Variablen des „Nutzens“ und in dessen Nenner unterschiedliche Variablen der „Entbehrung“ eingesetzt werden können, welche untereinander in Zusammenhang stehen (Einzelheiten siehe unten im Kapitel „Betriebswirtschaftliche Kennzahlen der Wirtschaftlichkeit“).

## Unterschied zwischen Effektivität und Effizienz
Effektiv arbeiten bedeutet, so zu arbeiten, dass ein angestrebtes Ergebnis erreicht wird. Sind „Kosten“ dabei eine Zielgröße wirtschaftlicher Überlegungen, so geht es in der Praxis nicht selten um eine Zielgrößenminimierung. 
- Effektivität beschreibt den Grad der Zielerreichung (Wirksamkeit, Qualität der Zielerreichung).[4][5]

{\displaystyle {\text{Effektivität}}={\frac {\text{Erreichtes Ist(-Ergebnis)}}{\text{Angestrebtes Soll(-Ergebnis)}}},\,\,{\text{falls es um eine Maximierung der Zielgröße geht}}}
Die Verhältnisgröße der Effektivität gilt in der Gleichung oben drüber nur unter der Voraussetzung, dass gilt: {\textstyle \mathrm {\text{Erreichtes Ist(-Ergebnis)}} <\mathrm {\text{Angestrebtes Soll(-Ergebnis)}} }.
Sowie:
{\displaystyle {\text{Effektivität}}={\frac {\text{Angestrebtes Soll(-Ergebnis)}}{\text{Erreichtes Ist(-Ergebnis)}}},\,\,{\text{falls es um eine Minimierung der Zielgröße geht}}}
Die Verhältnisgröße der Effektivität gilt in der Gleichung oben drüber nur unter der Voraussetzung, dass gilt: {\textstyle \mathrm {\text{Angestrebtes Soll(-Ergebnis)}} <\mathrm {\text{Erreichtes Ist(-Ergebnis)}} }.
Dann gilt für die Wirtschaftlichkeit bei einer Effektivität im Intervall zwischen 0 und 1 Folgendes:
{\textstyle \mathrm {\text{Effektivität}} \longrightarrow 0}: völlige Unwirtschaftlichkeit,
{\textstyle \mathrm {\text{Effektivität}} \longrightarrow 1}: exzellente Wirtschaftlichkeit.
Effizient arbeiten bedeutet, so zu arbeiten, dass erzieltes Ergebnis und eingesetzte Mittel in einem möglichst günstigen Kosten-Nutzen-Verhältnis stehen und der Nutzen dabei größer ist als die Kosten (ökonomisches Prinzip). Der Begriff der „Kosten“ umfasst hierbei nicht nur monetäre Kosten und nicht nur sofort anfallende Kosten, sondern alle negativen Konsequenzen der Aktion.
- Effizienz ist ein Maß für die Wirtschaftlichkeit (Kosten-Nutzen-Relation).[Anm. 1]

{\displaystyle {\text{Effizienz}}={\frac {\text{Erreichtes Ist(-Ergebnis)}}{\text{Mitteleinsatz}}}}
Voraussetzung dafür, dass bei der Effizienz gültige Werte vorliegen, ist, dass sich deren Werte im Intervall zwischen 0 und {\textstyle \infty } (Unendlich) bewegen.
Wirtschaftlichkeit liegt vor, wenn der Quotient aus erreichtem Ist(-Ergebnis) (beispielsweise dem betriebswirtschaftlichen Ertrag) und dem aufgewendeten Mitteleinsatz (beispielsweise dem betriebswirtschaftlichen Aufwand) gleich oder größer 1 ist:
- Wenn die Effizienz {\displaystyle >1} ist, liegt Wirtschaftlichkeit vor.
- Wenn die Effizienz {\displaystyle =1} ist, liegt aufwandsdeckende Wirtschaftlichkeit vor.
- Wenn die Effizienz {\displaystyle <1} ist, handelt es sich um Unwirtschaftlichkeit.

In einem produzierenden Unternehmen erfordert Wirtschaftlichkeit das in Preisen bewertete Verhältnis zwischen Ausbringungsmenge (englisch Output) und Einsatzmenge (englisch Input). Dies ist nicht ohne Weiteres anwendbar auf reine Dienstleistungsunternehmen und auch nicht auf öffentliche Institutionen, solange diese keine „produzierenden Abteilungseinheiten“ betriebswirtschaftlich integrieren müssen.

### Beispiele, die den Unterschied verdeutlichen
- Man kann ein Feuer mit Wasser oder mit Champagner löschen. Beides führt zum Ziel und ist somit effektiv. Das Feuer mit dem Luxusgut Champagner zu löschen, ist teurer und daher nicht effizient. Stünde allerdings kein Wasser oder ein anderes geeignetes Löschmittel zur Verfügung, kann es auch effizient sein, das Feuer mit Champagner zu löschen, wenn der Nutzen größer ist als die Kosten des Champagners.

- Im folgenden Beispiel ist das Ziel, möglichst viele Bäume zu fällen. Die Bäume lassen sich mit einer Motorsäge oder einer Feile fällen. Mit der Motorsäge lassen sich pro Zeitspanne mehr Bäume fällen als mit einer Feile. Deswegen ist der Grad der Zielerreichung bei der Motorsäge höher. Die Motorsäge ist daher effektiver. Wenn man als Kosten den Lohn des Baumfällers nimmt, so ist die Motorsäge auch effizienter, da „Anzahl gefällter Bäume / Lohn“ bei der Motorsäge höher ist als bei der Feile. Die Motorsäge verbraucht Benzin, während die Feile „ohne“ Hilfsenergieverbrauch funktioniert. Wenn man ausschließlich die Benzinkosten betrachtet, ist die Feile effizienter.

- In einem mathematischen Beispiel kann man als Abschätzung für {\displaystyle \pi } den Bruch {\displaystyle {\tfrac {355}{113}}\approx 3{,}141592} verwenden, der {\displaystyle \pi } bis auf 6 Nachkommastellen genau abbildet. In einer Formel steigert das Einsetzen des vorberechneten Ergebnisses „3,14159265358979323846“ sowohl Effizienz, da der Bruch nicht berechnet werden muss, als auch die Effektivität, da das Ergebnis genauer sein wird als mit der Abschätzung. Eine aufwendige Formel zur Berechnung von {\displaystyle \pi } auf mehrere hundert Nachkommastellen Genauigkeit steigert die Effektivität ein weiteres Mal, da man so dem Ziel des exakten Ergebnisses nochmal näher kommt, senkt aber die Effizienz, da die Berechnung durch den erhöhten Aufwand mehr Kosten verursacht. Eine 100%ige Effektivität ist numerisch nicht erreichbar, da {\displaystyle \pi } nicht durch endlich viele Nachkommastellen dargestellt werden kann. Kann jedoch durch technische Beschränkungen nur eine gewisse Anzahl von Nachkommastellen verarbeitet werden, ist die maximale Effektivität erreicht, sobald diese Anzahl von Nachkommastellen korrekt berechnet wird.
- Das im Deutschen bekannte Sprichwort: „Mit Kanonen auf Spatzen schießen“, thematisiert ebenfalls den Unterschied zwischen Effektivität und Effizienz: Sofern die Spatzen getroffen werden, ist das angestrebte Ziel zwar erreicht; ein leichteres Jagdinstrument (etwa eine Schleuder) hätte diese Zielerreichung aber weit günstiger ermöglicht.

### Die Unterscheidung zwischen Effektivität und Effizienz nach Peter F. Drucker
Eine insbesondere in der englischsprachigen betriebswirtschaftlichen Literatur häufige Unterscheidung zwischen Effectiveness („Wirksamkeit“) und Efficiency („Effizienz“) geht auf Peter Drucker zurück, der in einem Artikel im Harvard Business Review dazu folgendes schrieb:

“It is fundamentally the confusion between effectiveness and efficiency that stands between doing the right things and doing things right. There is surely nothing quite so useless as doing with great efficiency what should not be done at all.”

Im Deutschen wird dies oft wie folgt übersetzt:
- Effektivität: „Die richtigen Dinge tun.“
- Effizienz: „Die Dinge richtig tun.“

In seinem Buch The Effective Executive schrieb Drucker später:

“[…] the executive is, first of all, expected to get the right things done. And this is simply saying that he is expected to be effective […] For manual work, we need only efficiency; that is, the ability to do things right rather than the ability to get the right things done. The manual worker can always be judged in terms of the quantity and quality of a definable and discrete output, such as a pair of shoes.”

In diesem Kontext wollte Drucker jedoch den Unterschied zwischen den Aufgaben der Unternehmensführung und denen der Mitarbeiter darstellen, so dass man das Wort Efficiency hier eher mit Leistungsfähigkeit übersetzen würde.

## Relevante betriebswirtschaftliche Kennzahlen

### Betriebswirtschaftliche Kennzahlen der Wirtschaftlichkeit
Wirtschaftlichkeit kann durch eine betriebswirtschaftliche Kennzahl repräsentiert sein, deren Maß „Effizienz“ im weitesten Sinne ist. Sie wird ausgedrückt durch einen Quotienten, der aus einem Bruchterm hervorgeht, in dessen Zähler unterschiedliche Variablen des „Nutzens“ und in dessen Nenner unterschiedliche Variablen der „Entbehrung“ eingesetzt werden können, welche untereinander in Zusammenhang stehen. Im Einzelnen kann man unter anderem folgende betriebswirtschaftliche Kennzahlen des Wirtschaftlichkeitsbegriffs voneinander unterscheiden:
a) Die Wirtschaftlichkeit:
{\displaystyle {\text{Wirtschaftlichkeit}}={\frac {\text{Erträge}}{\text{Aufwendungen}}}}.

Die Wirtschaftlichkeit ist eine Effizienzgröße. In ihr gehen Erträge und Aufwendungen ein, welche üblicherweise aus der Gewinn- und Verlustrechnung von Unternehmen herrühren.
b) Die Kostenwirtschaftlichkeit:
{\displaystyle {\text{Kostenwirtschaftlichkeit}}={\frac {\text{Leistungsmenge}}{\text{Kosten}}}}.

Bei der Kostenwirtschaftlichkeit wird auf die Größen „Leistungsmenge“ und „Kosten“ zurückgegriffen, welche beide ihrerseits auf Größen zurückgehen, die in der Regel aus der Kosten- und Leistungsrechnung stammen. Dabei muss bei der Kostenwirtschaftlichkeit der Wirtschaftlichkeitsbegriff etwas großzügiger gehandhabt werden, da hier ausnahmsweise der Zähler eine mengenmäßige und der Nenner eine wertmäßige Maßeinheit aufweisen, während sonstige Wirtschaftlichkeitskennwerte üblicherweise wertmäßige Größen mit wertmäßigen Maßeinheiten im Zähler und wertmäßigen Maßeinheiten auch im Nenner darstellen.
c) Der Sparsamkeitsgrad:
{\displaystyle {\text{Sparsamkeitsgrad}}={\frac {\text{Sollkosten}}{\text{Istkosten}}}}.

Der Sparsamkeitsgrad ist eine Effektivitätsgröße. Im Gegensatz zur Effizienz (siehe oben im Kapitel „Unterschied zwischen Effektivität und Effizienz“) liegt der Wertebereich beim Sparsamkeitsgrad woanders: letzterer liegt auf dem Intervall zwischen 0 und 1. Darin bedeuten {\textstyle \mathrm {\text{Sparsamkeitsgrad}} \longrightarrow 0} völlige Unwirtschaftlichkeit sowie {\textstyle \mathrm {\text{Sparsamkeitsgrad}} \longrightarrow 1} exzellente Wirtschaftlichkeit. Damit die Zahlenwerte des Sparsamkeitsgrades tatsächlich im Wertebereich zwischen 0 und 1 landen, müssen zunächst realistische Annahmen für die Sollkosten getroffen werden. Für die Sollkosten muss gelten: {\textstyle \mathrm {\text{Sollkosten}} <\mathrm {\text{Istkosten}} }. Zur Erarbeitung eines bestimmten verbesserten Sparsamkeitsgrades in einem Unternehmen oder in einer öffentlichen Institution (Verwaltung) können die Sollosten in der starren sowie in der flexiblen Plankostenrechnung errechnet und daraus bezogen werden, die Istkosten der Kosten- und Leistungsrechnung entnommen werden. Durch vernünftige und zielführende Effizienzsteigerungen und/oder Kosteneinsparungen versucht man dann, die Istkosten den Sollkosten von oben her anzunähern.

### Unterschied zwischen Wirtschaftlichkeit und Produktivität
Die Produktivität ist, wie folgt, definiert:
{\displaystyle {\text{Produktivität}}={\frac {\text{Ausbringungsmenge}}{\text{Faktoreinsatzmenge}}}}.

Der Wirtschaftlichkeit liegen mithin wertmäßige Größen zugrunde, der Produktivität dagegen mengenmäßige.

### Unterschied zwischen Wirtschaftlichkeit und Rentabilität
Die Rentabilität ist das Verhältnis zwischen erzieltem Erfolg (z. B. Gewinn) und eingesetztem Kapital (Gesamt- oder Eigenkapital):
{\displaystyle {\text{Rentabilität}}={\frac {\text{Gewinn}}{\text{Kapital}}}}.

Hierbei wird das Kapital, d. h. ein in Geldeinheiten gemessener Wert, in Beziehung gesetzt. Die Rentabilität ist eine Kennzahl für den Erfolg und kann als Prozentsatz angegeben werden. Im Unterschied zur Rentabilität erfolgt für die Wirtschaftlichkeit keine zwangsläufige Bezugnahme auf das eingesetzte Kapital.
Die betrieblichen Verantwortungsträger tendieren dahin, die Rentabilität ihrer Unternehmen zu maximieren. Das tun sie, indem sie als anbietende mikroökonomische Marktteilnehmer die optimalen Mengen ihrer jeweiligen Produkte auf den Markt werfen, bei der sie ihre Gewinne an den Punkten maximieren, wo die Grenzkosten dieser Produkte mit den Preisen im Gleichgewicht liegen, wo zugleich die Ausbringungsmengen kostenoptimal sind. Dies geschieht, indem für jedes Produkt das «Wirtschaftlichkeitsprinzip» als Instrument sparsamster Mittelverwendung der jeweiligen Mengenermittlung der kostenoptimalen Menge untergeordnet wird. (Dies ist unter der Voraussetzung gegeben, dass rational im Sinne des „Homo oeconomicus“ gehandelt wird. Es gibt diverse Motive in der Praxis, wonach Verantwortungsträger in Unternehmen davon abweichende Entscheidungen treffen.)

### Wirtschaftlichkeit in der Produktionsplanung
Die sogenannte „Produktions- und Kostentheorie“ formt die theoretischen Grundlagen der Produktionsplanung.
Die Kostentheorie aus der „Produktions- und Kostentheorie“ hat das Ziel, die kostengünstigsten Verfahren für eine vorgegebene Produktmenge zu bestimmen. Eine Kennzahl, die beim Anwenden der Kostentheorie unterstützend wirken kann, ist die sogenannte „bezahlte Wirtschaftlichkeit“.
{\displaystyle {\text{„Bezahlte Wirtschaftlichkeit“}}={\frac {\text{Nettoerlöse der verkauften Erzeugnisse}}{\text{Kosten der verkauften Erzeugnisse}}}}

Analog zu oben gilt auch hier, dass „bezahlte Wirtschaftlichkeit“ gegeben ist, wenn der Quotient aus Nettoerlösen und Kosten größer oder gleich 1 ist. Ist das Ergebnis gleich 1, wurde nur kostendeckend produziert.

### Beurteilung der Wirtschaftlichkeit eines Unternehmens anhand von Umschlagskennzahlen
Eine Beurteilung und Kontrolle der Wirtschaftlichkeit eines Unternehmens kann durch Umschlagskennzahlen ermöglicht werden. Dabei werden die Kosten den Leistungen gegenübergestellt.
Umschlagskennzahlen sind:
- Lagerumschlagshäufigkeit
- durchschnittliche Lagerdauer
- Debitorenlaufzeit

## Wirtschaftlichkeit als Grad der Erreichung bestimmter Vorgaben
Verschiedentlich wird Wirtschaftlichkeit nicht als Output/Input-Relation gemessen, sondern als Grad der Erreichung bestimmter Vorgaben. So kann beispielsweise die nachhaltige Sicherung der Wirtschaftlichkeit eines Unternehmens ein Ziel sein, da eine solche unter normalen Umständen ein Stück Existenzsicherung für ein Unternehmen darstellt. (Falls eine solche Zielsetzung vorgegeben sein sollte, so wird sie vorwiegend in erwerbswirtschaftlichen Unternehmen als Vorgabe zu erwarten sein; in öffentlichen Institutionen dagegen dürfte Wirtschaftlichkeit als wünschenswert erachtet werden, jedoch weniger existentiellen Charakter besitzen.) Erreicht wird das Langfristziel „Existenzsicherung“ dadurch, dass ein Wirtschaftssubjekt den aus seiner Umwelt bezogenen Faktoren bzw. Gütern (sog. Vorleistungen) eigene Leistungen hinzufügt und dabei effizient ist. Es schöpft demnach einen „Mehrwert“, wenn eigene Leistungen nach Abzug fremder Leistungen ein positives Ergebnis ausweisen.

## Einflüsse von Marktkonstellationen auf das Verhalten von Produktanbietern am Markt in puncto Wirtschaftlichkeit
In der Privatwirtschaft wird in der Regel keine möglichst große Wirtschaftlichkeit, sondern ein möglichst großer Gewinn angestrebt. Allerdings wird einem Anbieter auf dem Markt ein solches „Gewinnstreben“ nur solange unumschränkt zugestanden, wie ihn der Markt nicht dazu zwingt, das Produkt, was dieser auf dem Markt anbietet, mit einer besonderen Wirtschaftlichkeit bereitzustellen. Letzteres ist immer dann der Fall, wenn es mehrere Anbieter am Markt gibt, die um ein gleiches Produkt miteinander in einen Preiswettbewerb eintreten müssen. Dies hat, je nach Marktform, Konsequenzen für die Wirtschaftlichkeit in der Privatwirtschaft. Bei „gesunden Marktverhältnissen“ ist ein Oligopol an Anbietern am Markt produktanbietend tätig, die miteinander in einem Preiswettbewerb stehen, wobei die Anbieter für ihre Produkte jeweils einen bestimmten Preis aufrufen und über ein bestimmtes Preis-Leistungs-Verhältnis bestimmte Mengen ihres Produktes unter Erzielung eines Gewinns absetzen. Anders dagegen liegen die Dinge bei extremen Marktverhältnissen: Während im Extremfalle der „vollständigen Konkurrenz“ die sogenannten Mengenanpasser trotz großer Produktabnehmeranzahl aufgrund von verhaltener Nachfrage je Abnehmer durch ihr Anbieterverhalten keinerlei Einfluss auf den Preis ausüben können, der Preis also quasi fixiert ist und eine Gewinnmaximierung praktisch nur noch über die Menge erfolgen kann, sie zugleich aufgrund der großen Konkurrenz ihre Produkte mit größtmöglicher Wirtschaftlichkeit liefern müssen, kann im konträren Extremfalle eines „Angebotsmonopols“ der Monopolist die angebotene Menge einschränken und gleichwohl – zu unwirtschaftlichen Stückkosten anbietend – seinen Gewinn maximieren. In den beiden Extremfällen kommt es zu einem „ökonomischen Wohlfahrtsverlust“ (engl. economic deadweight loss).

## Wirtschaftlichkeitsrechnung
Wirtschaftlichkeitsrechnung ist ein Kalkül zur Bestimmung der Wirtschaftlichkeit einer ökonomisch relevanten Handlung. Hierbei kommen die beiden Ausprägungsformen der Wirtschaftlichkeit, nämlich die „Absolute Wirtschaftlichkeit“ und die „Relative Wirtschaftlichkeit“ im Besonderen zum Tragen (Einzelheiten: siehe Wirtschaftlichkeitsrechnung). Die Wirtschaftlichkeitsrechnung untersucht, inwieweit die in einem Unternehmen oder in einer öffentlichen Institution (etwa in der Verwaltung) eingesetzten Produktionsfaktoren dem Wirtschaftlichkeitsprinzip entsprechend genutzt werden.
Unterschiedliche Arten von Handlungen, etwa das Tätigen einer Investition, die Verwirklichung eines Produktionsverfahrens, das Anbieten eines Produkts auf dem Markt oder auch Unternehmenstätigkeit insgesamt etc., werden dazu näher betrachtet.